# Silvano Chesani
Silvano Chesani (Trento, 17 luglio 1988) è un altista italiano, vincitore della medaglia d'argento sia ai Giochi del Mediterraneo di Mersin 2013 che agli Europei indoor di Praga 2015 e di quattro titoli assoluti (1 outdoor e 3 indoor).

## Biografia

### Gli inizi con i titoli italiani giovanili e le rassegne internazionali giovanili
Dopo aver praticato l'hockey su ghiaccio e la pallavolo, passa in via definitiva all'atletica leggera.
Nel 2005 ai campionati italiani allievi vince il titolo italiano di categoria nel salto in alto.
2006, medaglia di bronzo agli italiani juniores nell'alto dopo il quarto posto ai campionati di categoria al coperto.
Poker di medaglie vinte nel 2007: oro nel salto triplo ed argento nell'alto ai campionati italiani juniores, bronzo nell'alto ai nazionali juniores al coperto e bronzo agli assoluti di Padova nell'alto.
Partecipa agli Europei juniores di Hengelo nei Paesi Bassi giungendo quinto nel salto in alto.
Durante la stagione all'aperto nel 2008 ai campionati italiani diventa vicecampione promesse e termina ottavo agli assoluti di Cagliari.
Tris di medaglie nel 2009: oro ai campionati italiani promesse indoor, bronzo sia ai nazionali universitari che agli italiani promesse; settimo posto infine agli assoluti di Milano.
Anche agli Europei under 23 di Kaunas in Lituania, come due anni prima a quelli continentali juniores, conclude la finale al quinto posto.

### 2010-2016: l'esordio con la Nazionale seniores, i titoli italiani assoluti, l'argento ai Giochi del Mediterraneo e agli Europei indoor
Numerosi piazzamenti in finale ai campionati italiani del 2010: al coperto finisce quarto ed ottavo rispettivamente ai nazionali promesse ed agli assoluti, mentre all'aperto vince la medaglia d'argento agli italiani promesse e finisce quinto agli assoluti di Pescara.
Esordisce con la Nazionale seniores in Spagna agli Europei di Barcellona dove però non riesce  a qualificarsi per la finale.
Nel 2011, a 23 anni, salta tre volte 2,28 m ed ai campionati italiani assoluti di Torino (dove vince il suo primo titolo nazionale assoluto) dà l'impressione di riuscire anche a valicare i 2,31 m, che sarebbero stati il minimo A per i Mondiali di Taegu in Corea del Sud ai quali va comunque, ma senza riuscire a superare la fase di qualificazione alla finale.
Nel mese di giugno gareggia all'Europeo per nazioni tenutosi in Svezia a Stoccolma concludendo in sesta posizione.
2012, diventa campione italiano indoor e vince la medaglia di bronzo agli assoluti di Bressanone.
In ambito internazionale partecipa sia ai Mondiali indoor di Istanbul (Turchia) che agli Europei di Helsinki (Finlandia) restando però entrambe le volte fuori dalla finale.
Il 17 febbraio del 2013 migliora il primato italiano indoor portandolo a 2,33 m (misura con la quale vince il titolo italiano assoluto al coperto), misura che, tra l'altro, eguaglia il record nazionale seniores all'aperto stabilito da Marcello Benvenuti nel 1989.
Nell'agosto dello stesso anno partecipa ai Mondiali di Mosca (Russia), dove non ottiene l'accesso finale: dopo aver superato i 2,26 m fallisce la quota di 2,29 m che gli avrebbe valso la qualificazione.
Sempre durante la stagione agonistica 2013 prima partecipa agli Europei indoor a Göteborg in Svezia (non centrando la finale) e poi vince la medaglia d'argento ai Giochi del Mediterraneo tenutisi in Turchia a Mersin. Inoltre gareggia anche all'Europeo per nazioni in Gran Bretagna a Gateshead concludendo al quarto posto.
Dopo aver saltato l'intera stagione agonistica 2014 per infortunio, ritorna nel 2015 vincendo sia il titolo italiano indoor che la medaglia d'argento agli Europei indoor di Praga in Repubblica Ceca.
Il 6 marzo del 2016 ad Ancona vince la medaglia d'argento ai campionati italiani assoluti indoor.

## Progressione

### Salto in alto
| Stagione | Misura | Luogo             | Data                | Rank. Mond. |
| -------- | ------ | ----------------- | ------------------- | ----------- |
| 2013     | 2,31 m | Modena            | 1-6-2013            | -           |
| 2012     | 2,22 m | Bressanone        | 8-7-2012            | 104º        |
| 2011     | 2,28 m | Orvieto Torino    | 26-6-2011 22-5-2011 | 29º         |
| 2010     | 2,25 m | Lodi              | 16-5-2010           | 49º         |
| 2009     | 2,24 m | Kaunas            | 18-7-2009           | 70º         |
| 2008     | 2,12 m | Formia            | 24-5-2008           | -           |
| 2007     | 2,21 m | Hengelo           | 21-7-2007           | -           |
| 2006     | 2,15 m | Pergine Valsugana | 1-9-2006            | -           |
| 2005     | 2,06 m | Rieti             | 23-9-2005           | -           |

### Salto in alto indoor
| Stagione | Misura | Luogo  | Data      | Rank. Mond. |
| -------- | ------ | ------ | --------- | ----------- |
| 2016     | 2,22 m | Ancona | 6-3-2016  | -           |
| 2015     | 2,31 m | Praga  | 8-3-2015  | -           |
| 2013     | 2,33 m | Ancona | 17-2-2013 | -           |
| 2012     | 2,31 m | Ancona | 26-2-2012 | -           |
| 2011     | 2,22 m | Dresda | 28-1-2011 | -           |
| 2010     | 2,15 m | Ancona | 28-2-2010 | -           |
| 2009     | 2,17 m | Ancona | 15-2-2009 | -           |
| 2007     | 2,03 m | Genova | 25-2-2007 | -           |
| 2006     | 1,97 m | Ancona | 11-2-2006 | -           |
| 2005     | 1,78 m | Modena | 6-3-2005  | -           |

## Palmarès
| Anno | Manifestazione          | Sede           | Evento        | Risultato | Misura | Note  |
| ---- | ----------------------- | -------------- | ------------- | --------- | ------ | ----- |
| 2007 | Europei juniores        | Hengelo        | Salto in alto | 5º        | 2,21 m | [ 1 ] |
| 2009 | Europei under 23        | Kaunas         | Salto in alto | 5º        | 2,24 m | [ 2 ] |
| 2010 | Europei                 | Barcellona     | Salto in alto | 18º       | 2,19 m | [ 3 ] |
| 2011 | Mondiali                | Taegu          | Salto in alto | 22º (q)   | 2,25 m | [ 4 ] |
| 2012 | Mondiali indoor         | Istanbul       | Salto in alto | 15º       | 2,22 m | [ 5 ] |
| 2012 | Europei                 | Helsinki       | Salto in alto | 21º       | 2,15 m | [ 6 ] |
| 2013 | Europei indoor          | Göteborg       | Salto in alto | 10º (q)   | 2,23 m | [ 7 ] |
| 2013 | Giochi del Mediterraneo | Mersin         | Salto in alto | Argento   | 2,28 m | [ 7 ] |
| 2013 | Mondiali                | Mosca          | Salto in alto | 16º (q)   | 2,26 m | [ 7 ] |
| 2015 | Europei indoor          | Praga          | Salto in alto | Argento   | 2,31 m | [ 8 ] |
| 2016 | Giochi olimpici         | Rio de Janeiro | Salto in alto | 33º (q)   | 2,22 m |       |
| 2017 | Europei indoor          | Belgrado       | Salto in alto | 6º        | 2,27 m |       |

## Campionati nazionali
- 1 volta campione assoluto di salto in alto (2011)
- 4 volte campione assoluto indoor di salto in alto (2012, 2013, 2015, 2017)
- 1 volta campione universitario di salto in alto (2013)
- 1 volta campione promesse indoor di salto in alto (2009)
- 1 volta campione juniores di salto triplo (2007)
- 1 volta campione allievi di salto in alto (2005)

2005
- Oro ai Campionati italiani allievi e allieve, (Rieti), Salto in alto - 2,06 m[9]

2006
- 4º ai Campionati italiani allievi-juniores-promesse indoor, (Ancona), Salto in alto - 1,97 m[10]
- Bronzo ai Campionati italiani juniores e promesse, (Rieti), Salto in alto - 2,03 m[11]

2007
- Bronzo ai Campionati italiani allievi-juniores-promesse indoor, (Genova), Salto in alto - 2,03 m[12]
- Argento ai Campionati italiani juniores e promesse, (Bressanone), Salto in alto - 2,03 m[13]
- Oro ai Campionati italiani juniores e promesse, (Bressanone), Salto triplo - 15,51 m[14]
- Bronzo ai Campionati italiani assoluti, (Padova), Salto in alto - 2,16 m[15]

2008
- Argento ai Campionati italiani juniores e promesse, (Torino), Salto in alto - 2,13 m[16]
- 8º ai Campionati italiani assoluti, (Cagliari), Salto in alto - 2,07 m[17]

2009
- Oro ai Campionati italiani allievi-juniores-promesse indoor, (Ancona), Salto in alto - 2,15 m[18]
- Bronzo ai Campionati nazionali universitari, (Lignano Sabbiadoro), Salto in alto - 2,10 m[19]
- Bronzo ai Campionati italiani juniores e promesse, (Rieti), Salto in alto - 2,19 m[20]
- 7º ai Campionati italiani assoluti, (Milano), Salto in alto - 2,16 m[21]

2010
- 4º ai Campionati italiani allievi-juniores-promesse indoor, (Ancona), Salto in alto - 2,05 m[22]
- 8º ai Campionati italiani assoluti indoor, (Ancona), Salto in alto - 2,15 m[23]
- Argento ai Campionati italiani juniores e promesse, (Pescara), Salto in alto - 2,20 m[24]
- 5º ai Campionati italiani assoluti, (Grosseto), Salto in alto - 2,22 m[25]

2011
- Oro ai Campionati italiani assoluti, (Torino), Salto in alto - 2,28 m[26]

2012
- Oro ai Campionati italiani assoluti indoor, (Ancona), Salto in alto - 2,31 m[27]
- Bronzo ai Campionati italiani assoluti, (Bressanone), Salto in alto - 2,22 m[28]

2013
- Oro ai Campionati italiani assoluti e promesse indoor, (Ancona), Salto in alto - 2,33 m[29]
- Oro ai Campionati nazionali universitari, (Cassino), Salto in alto - 2,24 m[30]

2015
- Oro ai Campionati italiani assoluti indoor, (Padova), Salto in alto - 2,29 m[31]

2016
- Argento ai Campionati italiani assoluti indoor, (Ancona), Salto in alto - 2,22 m[32]

## Altre competizioni internazionali
2006
- 6º nell'Incontro internazionale juniores, ( Tunisi), Salto in alto - 2,00 m[33]

2007
- 4º nella Coppa del Mediterraneo ovest juniores, ( Firenze), Salto in alto - 2,04 m[1]

2011
- 6º all'Europeo per nazioni, ( Stoccolma), Salto in alto - 2,24 m[34]

2013
- 4º all'Europeo per nazioni, ( Gateshead), Salto in alto - 2,24 m[7]